# Floyd megye (Iowa)
Floyd megye az Amerikai Egyesült Államokban, azon belül Iowa államban található. Lakosainak száma 15 627 fő (2020. április 1.). Floyd megye Mitchell, Butler, Bremer, Howard, Chickasaw, Cerro Gordo és Franklin megyékkel határos.

## Népesség
A megye népessége az elmúlt években az alábbi módon változott:
| Lakosok száma | 16 320 | 16 113 | 16 112 | 16 092 | 15 960 | 15 627 |
|               | 2010   | 2011   | 2012   | 2013   | 2015   | 2020   |